# Ліричний відступ
Ліричний відступ — прийом у ліро-епічному творі, коли автор безпосередньо висловлює свої міркування з приводу композиції або сюжетних ліній цього твору, вчинків або характеристики героїв, певних явищ, асоційованих із зображуваними подіями. 
Ліричний відступ широко використовуються в українській поезії. Надзвичайно рясні вони у баладах та поемах Тараса Шевченка ("Катерина", "І мертвим, і живим, і ненарожденим землякам моїм в Украйні і не в Украйні моє дружнєє посланіє", "Сон" та ін.). Роман у віршах Ліни Костенко "Маруся Чурай" буквально пересипаний ліричними відступами, які не тільки допомагають читачеві усвідомити його ідею, а й своїми філософськими узагальненнями життєво важливих явищ, онтологічних чи етногенетичних проблем сприяють осмисленню сутнісних основ буття, перейнятих морально-етичними принципами.